# ملوية (جنس)
المَلْوِيّة (باللاتينية: Helicobacter) جنس من البكتيريا سلبية الغرام أليفة الهواء القليل، تتصف بشكل لولبي مميز ولها سياط تساعدها على الحركة السريعة. كانت تُصنَّف سابقاً ضمن جنس العطيفة، لكن منذ 1989 تم فرزها إلى جنس مستقل.
تستعمر بعض أنواع الملوية مخاطية السبيل الهضمي العلوي والكبد لدى الثدييات وبعض الطيور. ولعل أشهر أنواعها الملوية البوابية التي تصيب ما يقارب نصف سكان المعمورة وترتبط بتطور التهاب المعدة والقرحة الهضمية وسرطان المعدة ولمفوما النسيج اللمفاوي المرتبط بالمخاطيات.
أنواع الملوية قادرة على النمو في معدة الثدييات التي تتميز بشدة الحموضة، وذلك لأن هذه الجراثيم تفرز كميات عالية من إنزيم اليورياز مما يساهم في رفع pH موضعياً من حوالي 2 إلى ما بين 6 و7 بما يناسب متطلباتها. أنواع هذا الجنس حساسة للمضادات الحيوية من زمرة البنسلين.